# Liste de films de la république démocratique du Congo
Liste partielle de films de la république démocratique du Congo
Par ordre alphabétique de titre
| Titre                               | Année | Réalisateur                           | Notes              | Minutes |
| ----------------------------------- | ----- | ------------------------------------- | ------------------ | ------- |
| Afro@Digital                        | 2002  | Balufu Bakupa-Kanyinda                | Documentaire       |         |
| L'Aveugle et son frère              | 2018  | Nino Mayambu                          | Drame              | 23      |
| Benda Bilili!                       | 2010  | Renaud Barret, Florent de La Tullaye  | Documentaire       |         |
| Congo In Four Acts                  | 2010  | Dieudonné Hamadi, Kiripi Katembo Siku | Documentaire       |         |
| Congo : Une tragédie politique      | 2018  | Patrick Kabeya                        | Documentaire       |         |
| Le Congo, quel cinéma !             | 2005  | Guy Bomanyama-Zandu                   | Documentaire       |         |
| Dix mille ans de cinéma             | 1991  | Balufu Bakupa-Kanyinda                | Documentaire       |         |
| The Draughtsmen Clash               | 1996  | Balufu Bakupa-Kanyinda                | Drame              |         |
| Entre la coupe et l'élection        | 2007  | Guy Kabeya Muya Monique Mbeka Phoba   | Documentaire       | 56      |
| Jazz Mama                           | 2009  | Petna Ndaliko                         | Documentaire       |         |
| Juju Factory                        | 2006  | Balufu Bakupa-Kanyinda                | Drame              |         |
| Kafka au Congo                      | 2010  | Marlène Rabaud, Arnaud Zajtman        | Documentaire       | 59      |
| Kin Kiesse                          | 1982  | Mwezé Ngangura                        | Documentaire       | 28      |
| Kinshasa palace                     | 2006  | Zeka Laplaine                         | Drame              | 71      |
| Kinshasa Septembre noir             | 1992  | Jean-Michel Kibushi Ndjate Wooto      | Documentaire       | 8       |
| Ko Bongisa Mutu                     | 2002  | Claude Haffner                        | Documentaire       | 15      |
| Lamokowang                          | 2003  | Petna Ndaliko                         | Documentaire       | 13      |
| Lumumba, la mort d’un prophète      | 1991  | Raoul Peck                            | Documentaire       |         |
| Macadam Tribu                       | 1996  | Zeka Laplaine                         | Comédie            |         |
| La Mémoire du Congo en péril        | 2005  | Guy Bomanyama Zandu (en)              | Documentaire       |         |
| Moseka                              | 1971  | Roger Kwami Zinga                     | Documentaire       | 24      |
| Muana Mboka                         | 1999  | Jean-Michel Kibushi Ndjate Wooto      | Drame court        | 14      |
| Nous aussi avons marché sur la lune | 2009  | Balufu Bakupa-Kanyinda                | Drame              | 16      |
| Papy                                | 2009  | Djo Tunda Wa Munga                    | Drame              | 53      |
| (Paris : xy)                        | 2001  | Zeka Laplaine                         | Drame              | 80      |
| Pièces d'identités                  | 1998  | Mwezé Ngangura                        | Comédie            | 97      |
| Tango Ya Ba Wendo                   | 1992  | Roger Kwami Zinga, Mirko Popovitch    | Documentaire       | 52      |
| Un rêve d’indépendance              | 1998  | Monique Mbeka Phoba                   | Documentaire       | 54      |
| La Vie est belle                    | 1987  | Mwezé Ngangura                        | Drame              |         |
| Viva Riva !                         | 2010  | Djo Tunda Wa Munga                    | Policier, thriller | 96      |